# حصن غراب (روستا)
 حصن غراب  (در عربی:  حصن الغُراب )
نام روستایی است در دهستان الغُربان از توابع استان عَدَن در کشور یمن در شبه جزیره عربستان. 

## جمعیت
جمعیت آن (۲۳۸ ) نفر (۲۱ خانوار) می‌باشد.